# 2021年のMLBドラフト
2021年のMLBドラフト（英語: 2021 First-Year Player Draft）は、メジャーリーグベースボール (MLB)の第61回ドラフト会議で、2021年7月に行われたファースト・イヤードラフト（アマチュアドラフト）である。

## 概要
2020年のMLBで最下位のピッツバーグ・パイレーツが全体1位の権利を得て、パイレーツは全体1位でヘンリー・デービスを指名した。
11巡目全体321位でロサンゼルス・エンゼルスに入団したチェイス・シルセスは2022年5月、このドラフトで指名された612人の中で最初にMLBの試合に出場した。
2020年はコロナ禍で5巡目まで縮小していたが、この年は20巡目に拡大された。

## 1巡目指名
|  | = オールスター |  |            |  |
|  | = MLB未出場    |  | = 契約せず |  |

| 順位 | 選手                     | チーム                         | 守備位置 | 学校                                                 |
| ---- | ------------------------ | ------------------------------ | -------- | ---------------------------------------------------- |
| 1    | ヘンリー・デービス       | ピッツバーグ・パイレーツ       | 捕手     | ルイビル大学 (KY)                                    |
| 2    | ジャック・ライター       | テキサス・レンジャーズ         | 投手     | ヴァンダービルト大学 (TN)                            |
| 3    | ジャクソン・ジョーブ     | デトロイト・タイガース         | 投手     | ヘリテージ・ホール・スクール                         |
| 4    | マーセロ・マイヤー       | ボストン・レッドソックス       | 遊撃手   | イーストレイク高等学校                               |
| 5    | コルトン・カウザー       | ボルチモア・オリオールズ       | 外野手   | サム・ヒューストン州立大学                           |
| 6    | ジョーダン・ロウラー     | アリゾナ・ダイヤモンドバックス | 遊撃手   | ジェスイットカレッジ・プレパラトリースクールダラス校 |
| 7    | フランク・モジカト       | カンザスシティ・ロイヤルズ     | 投手     | イースト・カトリック高等学校                         |
| 8    | ベニー・モンゴメリー     | コロラド・ロッキーズ           | 外野手   | レッドランド高等学校                                 |
| 9    | サム・バックマン         | ロサンゼルス・エンゼルス       | 投手     | マイアミ大学 (OH)                                    |
| 10   | クマー・ロッカー         | ニューヨーク・メッツ           | 投手     | ヴァンダービルト大学                                 |
| 11   | ブレイディ・ハウス       | ワシントン・ナショナルズ       | 遊撃手   | ワインダー＝バロウ高等学校                           |
| 12   | ハリー・フォード         | シアトル・マリナーズ           | 捕手     | ノース・コブ高等学校                                 |
| 13   | アンドリュー・ペインター | フィラデルフィア・フィリーズ   | 投手     | カルバリー・クリスチャン・アカデミー                 |
| 14   | ウィル・ベッドナー       | サンフランシスコ・ジャイアンツ | 投手     | ミシシッピ州立大学                                   |
| 15   | サル・フレリック         | ミルウォーキー・ブルワーズ     | 外野手   | ボストンカレッジ                                     |
| 16   | カリル・ワトソン         | マイアミ・マーリンズ           | 遊撃手   | ウェイクフォレスト高等学校                           |
| 17   | マット・マクレイン       | シンシナティ・レッズ           | 遊撃手   | カリフォルニア大学ロサンゼルス校                     |
| 18   | マイケル・マグリービー   | セントルイス・カージナルス     | 投手     | カリフォルニア大学サンタバーバラ校                   |
| 19   | ガナー・ホグランド       | トロント・ブルージェイズ       | 投手     | ミシシッピ大学                                       |
| 20   | トレイ・スウィーニー     | ニューヨーク・ヤンキース       | 遊撃手   | イースタンイリノイ大学                               |
| 21   | ジョーダン・ウィックス   | シカゴ・カブス                 | 投手     | カンザス州立大学                                     |
| 22   | コルソン・モンゴメリー   | シカゴ・ホワイトソックス       | 遊撃手   | サウスリッジ高等学校                                 |
| 23   | ギャビン・ウィリアムズ   | クリーブランド・インディアンス | 投手     | イーストカロライナ大学                               |
| 24   | ライアン・キューシック   | アトランタ・ブレーブス         | 投手     | カンザス州立大学                                     |
| 25   | マックス・マンシー       | オークランド・アスレチックス   | 遊撃手   | サウザンドオークス高等学校                           |
| 26   | チェイス・ペティ         | ミネソタ・ツインズ             | 投手     | メインランド・リージョナル・ハイ・スクール           |
| 27   | ジャクソン・メリル       | サンディエゴ・パドレス         | 遊撃手   | セバーナ・パーク・ハイ・スクール                     |
| 28   | カーソン・ウィリアムズ   | タンパベイ・レイズ             | 遊撃手   | トーリー・パインズ高等学校                           |
| 29   | マダックス・ブランズ     | ロサンゼルス・ドジャース       | 投手     | UMS-ライト・プレパラトリー・スクール                 |

### 補償ラウンド
前年にクオリファイング・オファーを拒否されて規定の条件を満たした球団に指名権が与えられた。
| 順位 | 選手           | チーム               | 位置   | 学校                                 |
| ---- | -------------- | -------------------- | ------ | ------------------------------------ |
| 30   | ジェイ・アレン | シンシナティ・レッズ | 外野手 | ジョン・キャロル・カソリック高等学校 |

### 戦力均衡ラウンドA
前年のドラフトで戦力均衡ラウンドBの指名権があった7球団に指名権が与えられた。
| 順位 | 選手               | チーム                     | 守備位置 | 学校                              |
| ---- | ------------------ | -------------------------- | -------- | --------------------------------- |
| 31   | ジョー・マック     | マイアミ・マーリンズ       | 捕手     | ウィリアムズビル イースト高等学校 |
| 32   | タイ・マッデン     | デトロイト・タイガース     | 投手     | テキサス大学オースティン校        |
| 33   | タイラー・ブラック | ミルウォーキー・ブルワーズ | 二塁手   | ライト州立大学                    |
| 34   | クーパー・キニー   | タンパベイ・レイズ         | 二塁手   | ベイラー・スクール                |
| 35   | マシュー・ネルソン | シンシナティ・レッズ       | 捕手     | フロリダ州立大学                  |
| 36   | ノア・ミラー       | ミネソタ・ツインズ         | 遊撃手   | オゾッキー高等学校                |

## 2巡目指名
| 順位 | 選手                           | チーム                         | 守備位置 | 学校                                             |
| ---- | ------------------------------ | ------------------------------ | -------- | ------------------------------------------------ |
| 37   | アンソニー・ソロメト           | ピッツバーグ・パイレーツ       | 投手     | ビショップ・ユースタス・プレパラトリー・スクール |
| 38   | アーロン・ザバラ               | テキサス・レンジャーズ         | 外野手   | オレゴン大学                                     |
| 39   | アイザック・パチェコ           | デトロイト・タイガース         | 遊撃手   |                                                  |
| 40   | ジャド・ファビアン             | ボストン・レッドソックス       | 外野手   |                                                  |
| 41   | コナー・ノルビー               | ボルチモア・オリオールズ       | 二塁手   | イーストカロライナ大学                           |
| 42   | ライアン・ブリス               | アリゾナ・ダイヤモンドバックス | 遊撃手   |                                                  |
| 43   | ベン・クドーマー               | カンザスシティ・ロイヤルズ     | 投手     | ブルーバレーサウスウエスト高校                   |
| 44   | ジェイデン・ヒル               | コロラド・ロッキーズ           | 投手     | ルイジアナ州立大学                               |
| 45   | カイ・ブッシュ                 | ロサンゼルス・エンゼルス       | 投手     | セントメリーズ大学カリフォルニア校               |
| 46   | ケルビン・ジーグラー           | ニューヨーク・メッツ           | 投手     |                                                  |
| 47   | デイレン・ライル               | ワシントン・ナショナルズ       | 外野手   | トリニティ高等学校                               |
| 48   | エドウィン・アローヨ           | シアトル・マリナーズ           | 遊撃手   | アレシボ・ベースボール・アカデミー               |
| 49   | イーサン・ウィルソン           | フィラデルフィア・フィリーズ   | 外野手   |                                                  |
| 50   | マット・ミクルスキ             | サンフランシスコ・ジャイアンツ | 投手     |                                                  |
| 51   | ラッセル・スミス               | ミルウォーキー・ブルワーズ     | 投手     |                                                  |
| 52   | コディ・モリセット             | マイアミ・マーリンズ           | 遊撃手   |                                                  |
| 53   | アンドリュー・アボット         | シンシナティ・レッズ           | 投手     |                                                  |
| 54   | ジョシュア・バエズ             | セントルイス・カージナルス     | 外野手   |                                                  |
| 55   | ブレンダン・ベック             | ニューヨーク・ヤンキース       | 投手     |                                                  |
| 56   | ジェームス・トライアント       | シカゴ・カブス                 | 三塁手   | ジェームズ・マディソン高等学校                   |
| 57   | ウェス・キャシー               | シカゴ・ホワイトソックス       | 三塁手   | デザートマウンテン高等学校                       |
| 58   | ダグ・ニカジー                 | クリーブランド・インディアンス | 投手     |                                                  |
| 59   | スペンサー・シュウェレンバック | アトランタ・ブレーブス         | 投手     |                                                  |
| 60   | ザック・ゲロフ                 | オークランド・アスレチックス   | 三塁手   | バージニア大学                                   |
| 61   | スティーブン・ハジャー         | ミネソタ・ツインズ             | 投手     |                                                  |
| 62   | ジェームズ・ウッド             | サンディエゴ・パドレス         | 外野手   | IMGアカデミー                                    |
| 63   | カイル・マンザード             | タンパベイ・レイズ             | 一塁手   | ワシントン州立大学                               |

### 戦力均衡ラウンドB
| 順位 | 選手                             | チーム                         | 守備位置 | 学校                                 |
| ---- | -------------------------------- | ------------------------------ | -------- | ------------------------------------ |
| 64   | ロニー・ホワイト                 | ピッツバーグ・パイレーツ       | 外野手   | マルバーン・プレパラトリー・スクール |
| 65   | リード・トリンブル               | ボルチモア・オリオールズ       | 外野手   |                                      |
| 66   | ペイトン・ウィルソン             | カンザスシティ・ロイヤルズ     | 二塁手   |                                      |
| 67   | エイドリアン・デル・カスティーヨ | アリゾナ・ダイヤモンドバックス | 捕手     | マイアミ大学                         |
| 68   | ジョー・ロック                   | コロラド・ロッキーズ           | 投手     |                                      |
| 69   | トミー・メイス                   | クリーブランド・インディアンス | 投手     |                                      |
| 70   | ライアン・ホルゲート             | セントルイス・カージナルス     | 外野手   |                                      |
| 71   | ロバート・ガッサー               | サンディエゴ・パドレス         | 投手     |                                      |

## その他注目選手
| 巡目 | 順位 | 選手                                       | チーム                         | 守備位置 | 学校                                                       |
| ---- | ---- | ------------------------------------------ | ------------------------------ | -------- | ---------------------------------------------------------- |
| 3    | 72   | バッバ・チャンドラー                       | ピッツバーグ・パイレーツ       | 投手     | ノース・オコニー高等学校 (GA)                              |
| 3    | 74   | ディラン・スミス                           | デトロイト・タイガース         | 投手     | アラバマ大学                                               |
| 3    | 85   | メイソン・ブラック                         | サンフランシスコ・ジャイアンツ | 投手     | リーハイ大学                                               |
| 3    | 88   | ジョーダン・マキャンツ                     | マイアミ・マーリンズ           | 投手     | ペンサコーラ・カソリック高等学校                           |
| 3    | 91   | リッキー・ティードマン                     | トロント・ブルージェイズ       | 投手     | ゴールデン・ウェストカレッジ                               |
| 3    | 94   | ショーン・バーク                           | シカゴ・ホワイトソックス       | 投手     | メリーランド大学カレッジパーク校                           |
| 3    | 96   | ディラン・ドッド                           | アトランタ・ブレーブス         | 投手     | サウスイースト・ミズーリ州立大学                           |
| 3    | 97   | メイソン・ミラー                           | オークランド・アスレチックス   | 投手     | ガードナー＝ウェブ大学 (NC)                                |
| 3    | 98   | ケイド・ポビッチ                           | ボルチモア・オリオールズ       | 投手     | ネブラスカ大学リンカーン校                                 |
| 4    | 109  | ハンター・グッドマン                       | コロラド・ロッキーズ           | 捕手     | メンフィス大学 (TN)                                        |
| 4    | 113  | ブライス・ミラー                           | シアトル・マリナーズ           | 投手     | テキサスA&M大学                                            |
| 4    | 123  | クリスチャン・フランクリン                 | シカゴ・カブス                 | 外野手   | アーカンソー大学                                           |
| 4    | 127  | デンゼル・クラーク                         | オークランド・アスレチックス   | 外野手   | カリフォルニア州立大学ノースリッジ校                       |
| 4    | 128  | クリスチャン・エンカーナシオン＝ストランド | ミネソタ・ツインズ             | 三塁手   | オクラホマ州立大学                                         |
| 4    | 129  | ジャクソン・ウルフ                         | サンディエゴ・パドレス         | 投手     | ウェストバージニア大学                                     |
| 5    | 140  | エバン・ジャスティス                       | コロラド・ロッキーズ           | 投手     | ノースカロライナ州立大学                                   |
| 5    | 142  | クリスチャン・スコット                     | ニューヨーク・メッツ           | 投手     | フロリダ大学                                               |
| 5    | 151  | ゴードン・グレースフォ                     | セントルイス・カージナルス     | 投手     | ビラノバ大学                                               |
| 5    | 156  | タナー・バイビー                           | クリーブランド・ガーディアンズ | 投手     | カリフォルニア州立大学フラトン校                           |
| 5    | 162  | ベン・カスパリアス                         | ロサンゼルス・ドジャース       | 投手     | コネチカット大学                                           |
| 6    | 164  | チェイス・リー                             | デトロイト・タイガース         | 投手     | アラバマ州立大学                                           |
| 6    | 174  | ブライアン・ウー                           | シアトル・マリナーズ           | 投手     | カリフォルニア・ポリテクニック州立大学サンルイスオビスポ校 |
| 6    | 178  | スペンサー・アリゲッティ                   | ヒューストン・アストロズ       | 投手     | ルイジアナ州立大学                                         |
| 6    | 180  | ジャスティス・トンプソン                   | シンシナティ・レッズ           | 外野手   | ノースカロライナ大学チャペルヒル校                         |
| 6    | 183  | リチャード・フィッツ                       | ニューヨーク・ヤンキース       | 投手     | オーバーン大学                                             |
| 6    | 187  | ジャスティン＝ヘンリー・マロイ             | アトランタ・ブレーブス         | 一塁手   | ジョージア工科大学                                         |
| 6    | 191  | メイソン・モンゴメリー                     | タンパベイ・レイズ             | 投手     | テキサス工科大学                                           |
| 6    | 192  | エメット・シーハン                         | ロサンゼルス・ドジャース       | 投手     | ボストンカレッジ (MA)                                      |
| 7    | 195  | ブラント・ハーター                         | デトロイト・タイガース         | 投手     | ジョージア工科大学                                         |
| 7    | 199  | ノア・キャメロン                           | カンザスシティ・ロイヤルズ     | 投手     | セントラル・アーカンソー大学                               |
| 7    | 203  | ジェイコブ・ヤング                         | ワシントン・ナショナルズ       | 外野手   | フロリダ大学                                               |
| 7    | 217  | AJ・スミス＝ショウバー                     | アトランタ・ブレーブス         | 投手     | コリービル・ヘリテージ高等学校 (TX)                        |
| 8    | 243  | ハンター・ドビンズ                         | ボストン・レッドソックス       | 投手     | テキサス工科大学                                           |
| 8    | 243  | ウィル・ウォーレン                         | ニューヨーク・ヤンキース       | 投手     | サウスイースタン・ルイジアナ大学                           |
| 9    | 254  | リアム・ヒックス                           | テキサス・レンジャーズ         | 捕手     | アーカンソー大学                                           |
| 11   | 316  | ニコ・カバダス                             | ボストン・レッドソックス       | 一塁手   | ノートルダム大学                                           |
| 11   | 321  | チェイス・シルセス                         | ロサンゼルス・エンゼルス       | 外野手   | アリゾナ大学                                               |
| 11   | 342  | ジャスティン・ロブレスキー                 | ロサンゼルス・ドジャース       | 投手     | オクラホマ州立大学                                         |
| 12   | 363  | ベン・ライス                               | ニューヨーク・ヤンキース       | 捕手     | ダートマス大学                                             |
| 13   | 356  | ランデン・ループ                           | サンフランシスコ・ジャイアンツ | 投手     | ジョージア工科大学                                         |
| 13   | 399  | デビッド・フェスタ                         | ミネソタ・ツインズ             | 投手     | シートン・ホール大学                                       |
| 14   | 403  | ブレイロン・ビショップ                     | ピッツバーグ・パイレーツ       | 投手     | アリゾナ大学                                               |
| 16   | 490  | アレク・ジェイコブ                         | サンディエゴ・パドレス         | 投手     | ゴンザガ大学 (WA)                                          |
| 18   | 538  | ウィル・ワグナー                           | ヒューストン・アストロズ       | 三塁手   | リバティ大学                                               |